# Chris Sarandon
Christopher Sarandon (Beckley, Virginia Occidental, 24 de julio de 1942) es un actor estadounidense. Es más conocido por su papel como Jerry Dandrige en Fright Night (1985), el Príncipe Humperdinck en la película The Princess Bride (1987), por haber doblado la voz de Jack Skellington en The Nightmare Before Christmas (1993) y sus secuelas, y por la candidatura al Óscar al mejor actor de reparto por su actuación en el filme Tarde de perros (1975).

## Biografía
Es hijo de Christopher Sarandonethes, inmigrante griego dueño de un restaurante. Su madre Maria, estadounidense, también era de ancestros griegos. En su adolescencia tocaba la batería y cantaba como voz de respaldo con una banda local llamada The Teen Tones. Realizó giras con leyendas de la música popular tales como Bobby Darin y Gene Vincent. Obtuvo su maestría en teatro en la Universidad Católica de América en Washington D. C., donde conoció a su primera esposa, la actriz Susan Sarandon, de la que se divorció en 1979. Durante la década de 1980, Chris Sarandon se casó otra vez, tuvo tres hijos y se divorció de la modelo Lisa Ann Cooper. Actualmente está casado con la actriz y cantante Joanna Gleason.

### Carrera
Después de graduarse en la universidad, realizó giras con numerosas empresas teatrales y se involucró en el teatro regional, haciendo su debut profesional con la obra The Rose Tattoo en 1965. En 1968 se trasladó a Nueva York, donde realizó su primer papel de televisión como el Dr. Tom Halverson en la serie The Guiding Light (1969-1973). También actuó en The Satan Murders (1974) y El juego del jueves antes de interpretar a la esposa transexual de Al Pacino en Tarde de perros (1975), una actuación que le valió una candidatura al premio Globo de Oro a la Mejor nueva estrella masculina, y el premio Óscar al Mejor actor de reparto.
A pesar de su éxito en el cine y la televisión, Sarandon decidió centrar su trabajo en el teatro durante la siguiente década, apareciendo en The Rothschilds y Los dos hidalgos de Verona en Broadway, además de hacer apariciones frecuentes en numerosos festivales de Shakespeare y George Bernard Shaw en Estados Unidos y Canadá. También tuvo papeles en series como Historia de dos ciudades en 1980, reflejo de su afinidad por los clásicos.
Participó en películas de terror junto a Margaux Hemingway en el thriller Lipstick (1976), y como un demonio en la impactante The Sentinel (1977). Para evitar ser encasillado en papeles como un tipo raro, interpretó diversos papeles en los años siguientes, destacando The Day Christ Died (1980). Recibió elogios por una versión hecha para la televisión de la novela Historia de dos ciudades (1980), y por su actuación junto a Dennis Hopper en The Osterman Weekend (1983), basada en la novela de Robert Ludlum del mismo nombre, y por su participación junto a Goldie Hawn en Protocol (1984). Le siguieron otros éxitos como Fright Night (1985).
Se hizo aún más conocido para el gran público por su papel como Jerry Dandrige en la película Fright Night (1985), aunque se lo recordaría más por su personaje de Príncipe Humperdinck en la película The Princess Bride (1987), aunque también ha tenido otros éxitos en películas como la original Child's Play (1988). También puso la voz de Jack Skellington, el personaje principal en el filme de animación The Nightmare Before Christmas (1993,) de Tim Burton. Desde entonces ha interpretado papeles secundarios en muchas otras producciones, incluyendo los videojuegos Kingdom Hearts y Kingdom Hearts II de Squaresoft/Disney y la secuela de la película original, Oogie's Revenge, de la mano de Capcom. También representó el papel de Jack Skellington de Haunted Mansion Holiday, durante tres meses, en la mansión embrujada de Disneylandia, donde Jack y sus amigos ocupan la mansión en un intento de pasar la Navidad, al igual que hizo su personaje en la película.
Volvió de nuevo a la televisión con un papel recurrente como el Dr. Burke en la serie médica ER, de la NBC.
En 1991 actuó en Broadway en el musical Nick and Nora (basado en la película La cena de los acusados), con Joanna Gleason, la hija de Monty Hall, con quien se casó en 1994. Han aparecido juntos en un varias películas, como American Perfekt (1997), Edie & Pen (1996) y Let the Devil Wear Black (1999).
En 2000, hizo algunas apariciones en televisión como invitado en varias series, en particular, como el juez Barry Krumble enamorado de la juez Amy Gray en seis episodios de la popular serie de televisión Judging Amy.
Regresó a Broadway en 2006, interpretando el papel de Signor Naccarelli en el musical seis veces ganador del Premio Tony, The Light in the Piazza en el Lincoln Center.
Después apareció en una versión para la televisión de la obra Cyrano de Bergerac como Antoine de Guiche, junto a Kevin Kline, Jennifer Garner y Daniel Sunjata.
Es miembro de la Junta Asesora para el Teatro Valle Greenbrier en Lewisburg, Virginia Occidental.

## Actuaciones

### Filmografía
- Tarde de perros (1975) - León Shermer
- Lipstick (1976) - Gordon Stuart
- The Sentinel (1977) - Michael Lerman
- Cuba (1979) - Juan Pulido
- The Osterman Weekend (1983) - Joseph Cardone
- Nausicaa del Valle del Viento (1984) - Kurotowa (voz)
- Protocol (1984) - Michael Ransome
- Fright Night (1985) - Jerry Dandrige
- La Princesa Prometida (1987) - Príncipe Humperdinck
- Child's Play (1988) - Mike Norris
- Forced March (1989) - Ben Kline / Miklos Radnoti
- Collision Course (1989) - Philip Madras
- Esclavos de Nueva York (1989) - Victor Okrent
- Whispers (1989) - Tony
- A Murderous Affair: The Carolyn Warmus Story (1992) - Paul Solomon
- The Resurrected (1992) - Charles Dexter Ward / Joseph Curwen
- The Nightmare Before Christmas (1993) - Jack Skellington (voz)
- Dark Tide (1993) - Tim
- Temptress (1994) - Matt Christianson
- Just Cause (1995) - Lyle Morgan
- Los ojos de la ley (1996) - Reginald Matthews
- Bordello of Blood (1996) - Reverendo Current
- Edie & Pen (1996) - Max
- No Greater Love (1996) - Sam Horowitz
- Road Ends (1997) - Esteban Maceda, coproductor
- American Perfekt (1997) - Adjunto Sammy
- Little Men (1997) - Fritz Bhaer
- Let the Devil Wear Black (1999) - El padre de Jack
- Reaper (2000) - Lucas Sinclair
- Perfume (2001) - Gary Packer
- Kingdom Hearts (2002) - Jack Skellington (voz)
- La muerte no miente (2004) (TV) - Paul Hamlin
- Seraphim Falls (2005) - Rev. Robert Austin
- Pesadilla antes de Navidad: Oogie's Revenge (2005) - Jack Skellington (voz)
- Kingdom Hearts II (2006) - Jack Skellington (voz)
- Cyrano de Bergerac (2008) (TV) - De Guiche
- The Chosen One (2008) - Zebulon 'Zeb' Kirk (voz)
- Multiple Sarcasms (2010) - Larry
- Fright Night (2011) - Jay Dee
- Safe (2012)

### Televisión
- Star Trek: Deep Space Nine - en el episodio "Rivals"
- Charmed - en el episodio "Necromancing the Stone", como Nigromante / Armand (5x21)
- Law & Order: SVU - en el episodio "Choreographed" (episodio # 8009), como Wesley Masoner
- The Outer Limits - en el episodio "Corner of the Eye", como el Dr. Pallas (episodio # 1x10)
- Un cuento de dos ciudades - como Sydney Cartón / Darnay
- Felicity - como el Dr. Peter McGrath

### Atracción
- Haunted Mansion Holiday - Jack Skellington

## Premios y distinciones
Óscar
| Año  | Categoría              | Película        | Resultado |
| ---- | ---------------------- | --------------- | --------- |
| 1976 | Mejor actor de reparto | Tarde de perros | Nominado  |